# 에치고스하라역
에치고스하라역(일본어: 越後須原駅)은 일본 니가타현 미나미우오누마시에 위치한 동일본 여객철도 다다미선의 철도역이다. 단선 승강장 1면 1선의 구조를 갖춘 지상역이다.

## 이용 현황
| 승차 인원 추이 | 승차 인원 추이 |
| 연도           | 1일 평균       |
| -------------- | -------------- |
| 2000           | 85             |
| 2001           | 85             |
| 2002           | 90             |
| 2003           | 92             |
| 2004           | 73             |
| 2005           | 63             |
| 2006           | 66             |
| 2007           | 66             |
| 2008           | 61             |

## 역 주변
- 우오누마 시청 스몬 청사
- 스하라 스키장

## 역사
- 1942년 11월 1일 : 다다미선 · 고이데 - 오시라카와 간 개통에 맞춰 개설.
- 1987년 4월 1일 : 일본국유철도 분할 민영화에 의해, 동일본 여객철도가 승계.
- 1992년 4월 : 교환 설비 철거, 간이 위탁화.
- 2010년 4월 1일 : 간이 위탁 취급 종료에 의해 무인화.

## 인접 역
| 동일본 여객철도 다다미선   | 동일본 여객철도 다다미선 | 동일본 여객철도 다다미선   |
| -------------------------- | ------------------------ | -------------------------- |
| 가미조 아이즈와카마쓰 방면 | ■ 다다미선               | 우오누마타나카 고이데 방면 |